# Kasteel van Horst (België)
Het kasteel van Horst is een kasteel in Sint-Pieters-Rode (deelgemeente van Holsbeek in Vlaanderen). Het kasteel is goed bewaard en heeft nog de traditionele slotgracht. Het kasteel bezit een zeer grote vijver annex slotgracht. Buiten de slotgracht is er ook een koetshuis, dat in de jaren 90 van de 20e eeuw werd gerestaureerd en verbouwd tot taverne. Herita vzw beheert het kasteel en zorgt voor de restauratie en ontsluiting. Prominent aanwezig in het gebouw is het stucwerk van de 17e-eeuwse kunstenaar Jan Hansche. Het kasteeldomein is Europees beschermd als onderdeel van Natura 2000-gebied 'Valleien van de Winge en de Motte met valleihellingen' (BE2400012).

## Enkele wapens van de heren van Horst

van Lantwijck
Boot
Pynnock
de Cortenbach
Hinckaert
van Busleyden
de Rubempré
de Merode

## Geschiedenis

van Landwijk

De oudste bekende heren van Horst zijn Jan van Horst en zijn zoon Arnold (13e eeuw). Jan van Horst behoort samen met zijn zonen Arnold en Adam van Landwijk tot de familie Van Thunen. Later, toen ze zich definitief in Horst vestigden, ging de familie zich 'van Horst' noemen.
In 1369 werd de heerlijkheid Horst verkocht aan Amelric Boote. Toen Amelric in 1405 overleed, erfde zijn dochter Elisabeth de heerlijkheid en verkocht het aan haar neef Amelric Pynnock.
Pynnock bouwde de versterkte hoeve om tot een waterburcht.
Tijdens de opstand van 1488-1489 tegen Maximiliaan van Oostenrijk werd het kasteel verwoest.
De toenmalige eigenaar, Lodewijk III Pynnock, bouwde het kasteel weer op met een lening van Maximiliaan van Oostenrijk maar raakte toch in financiële moeilijkheden. Daarom moest hij in augustus 1500 Horst afstaan aan Ivan van Cortenbach.
Aan het eind van de 15e eeuw werden ook de vierkante donjon, de aula en de camera gebouwd, die nu nog altijd bestaan. Onder Franchoys van Busleyden (1545-1555) werden de grote kruisramen aan de grachtkant aangebracht waardoor het kasteel zijn versterkt karakter kwijtraakte. In 1587 werd Horst verwoest door de geuzen. Het bos, kort bij het kasteel (de huidige Horststraat) werd toen de ketterije genoemd. In de 17e eeuw werden de twee westelijke vleugels met dienstvertrekken beneden en pronkzalen boven bijgebouwd door Olivier van Schoonhoven. In die tijd werd ook de kapel toegevoegd. Maria-Anne van den Tympel, de laatste kasteelvrouwe, liet in 1655 de stucplafonds in de grote zalen van de westelijke vleugel aanbrengen.
Er worden elk jaar Kasteelfeesten gehouden, waarbij er ridderspelen in scène worden gezet. In oktober 2007 verkocht gravin de Hemricourt de Grunne het kasteeldomein samen met de 113 hectare grond eromheen aan het Vlaams Gewest. Er was geen geld meer om de erfpacht te verlengen.

Sinds begin 2020 zijn er grondige restauratiewerken aan het kasteel van Horst begonnen. Hierbij worden de funderingen van het kasteel blootgelegd. De torenspits wordt eraf genomen voor restauratie. Daarna zal men consolidatie- en stabiliteitswerken uitvoeren. In 2023 wordt gestart met de renovatie van de toegangspoort- en brug, de gevels, de kapel, het trappenhuis en de kaaimuur met een geplande einddatum begin 2026. De renovatie werd geschat op 11,4 miljoen euro. De Vlaamse overheid betaalt daarvan iets meer dan 10 miljoen euro. Vervolgens worden ook de interieurs met renaissanceafwerking gerestaureerd. 

### Geplande restauratie
Het huidige restauratieproject (2020–2027) staat onder leiding van Callebaut Architecten en legt de nadruk op "dynamische conservering", waarbij de historische gelaagdheid behouden blijft en nieuwe functies worden geïntegreerd.

#### Fasen
Voorbereidende fase (2020–2023)3D-scans, funderingsonderzoek, historisch onderzoek en het behoud van de torenspits.
Fase één (2023–2024)Structurele stabilisatie via jetgroutpalen en trekankers. Herstel van scheuren in de donjon en stabilisatie van de toren.
Fase twee (2024–2025)Gevelherstelling, behoud van muurschilderingen, installatie van verwarming en ventilatie, en verbetering van de toegankelijkheid van de binnenkoer.
Laatste fasen (tot 2027)Restauratie van het interieur en de beroemde stucplafonds van J.C. Hansche.

## Trivia
- Het kasteel van Horst is de thuishaven van de stripfiguur De Rode Ridder van Willy Vandersteen.
- Het kasteel werd meermalen gebruikt voor televisieopnamen, bijvoorbeeld voor Buiten De Zone en Thuis.
- Peter Van de Veire (Studio Brussel) hield er zich drie dagen verborgen in z'n hol, naar aanleiding van een zoektocht waarmee 7500 euro te verdienen viel.